# Чувашское Афонькино
 Чувашское Афонькино  (тат. Чуаш Афонькәсе) — деревня в Черемшанском районе Татарстана. Входит в состав Мордовско-Афонькинского сельского поселения.

## География
Находится в южной части Татарстана на расстоянии приблизительно 12 км по прямой на восток-северо-восток от районного центра села Черемшан.

## История
Основана в 1730-х годах.

## Население
Постоянных жителей было: в 1859—293, в 1889—373, в 1910—382, в 1920—405, в 1926—175, в 1949—207, в 1958—208, в 1970—201, в 1979—163, в 1989—126, в 2002 − 89 (чуваши 81 %), 66 в 2010.